# Tektake
Tektake (en arabe : التكتاكة) est une commune rurale du sud de la Mauritanie, située dans le département d'Ould Yengé de la région de Guidimakha.

## Géographie
La commune de Tektake est située dans la région de Guidimakha, au sud de la Mauritanie. Elle est positionnée au centre du département d'Ould Yengé et elle s'étend sur 516 km2.
Elle est délimitée au nord par la commune de Lahraj, à l’est par les communes de Leaweinat et d'Ould Yengé, au sud par la commune de Boully, à l’ouest par la commune de Dafort.

## Histoire
Tektake a été érigée en commune par l'ordonnance du 20 octobre 1987 instituant les communes de Mauritanie.

## Démographie
Lors du Recensement général de la population et de l'habitat (RGPH) de 2000, Tektake comptait 5 649 habitants.
Lors du RGPH de 2013, la commune en comptait 8 478, soit une croissance annuelle de 3,3 % sur 13 ans.

## Économie
L'agriculture est au centre de l'économie de Tektake, comme quasiment toutes les communes de la région. Mais cette économie est fragile car elle rencontre des obstacles à son développement, notamment les conditions climatiques ou le manque de moyens des agriculteurs. Pour faire face à ces obstacles, l'état ou différentes ONG financent des projets qui améliorent les conditions de vie des habitants.